# Loma Negra
Loma Negra (с исп. — «чёрный холм») — аргентинская компания-производитель цемента. Крупнейшая в стране по производству цемента, а также бетона, растворов, извести и других строительных материалов. Полное название компании — Loma Negra Companía Industrial Argentina S.A. Офис компании расположен в Буэнос-Айресе.

## История
В 1926 году близ эстансии «Сан-Хасинто» было открыто крупное месторождение известняка. Унаследовавший от отца-банкира эстансию Альфре́до Фортаба́т принял решение открыть на базе месторождения цементный завод в соседней деревушке Лома-Негра (к югу от Олаваррии) в Пампе. Название деревни было выбрано в качестве наименования новой компании. Цементный завод был построен в 1927 году, и к началу 1950-х этот и завод в соседнем Баркере производили 500 тысяч тонн цемента в год. Новые предприятия компании, построенные в 1960-х в андских городах Сан-Хуан и Сапала, вывели «Лома-Негра» в лидеры по производству цемента и бетона в Аргентине.
В 1976 году скончался основатель компании Альфредо Фортабат. Основным акционером, президентом и председателем Loma Negra стала его супруга Мария Амалия Лакросе де Фортабат. В 1980-х компания открыла в Катамарке свой первый завод по производству портландцемента.
К концу 1990-х мощности 5 заводов Loma Negra в Баркере, Сан-Хуане, Сапале, Катамарке и Олаваррии составляли 51 % от общего производства цемента Аргентины.
В 2005 году Амалия Лакросе де Фортабат продала Loma Negra чуть более чем за 1 миллиард долларов бразильскому конгломерату Camargo Corrêa. Компания была продана вместе с дочерними компаниями, в том числе и железная дорога Ferrosur Roca.

## Деятельность
Loma Negra — крупнейший в Аргентине производитель цемента с долей рынка в 52,4 % (2007). Установленная мощность 11 заводов компании в 2007 году составляла 9,95 млн тонн в год. Ценные бумаги Loma Negra находятся в листинге Нью-Йоркской фондовой биржи. Ныне компании принадлежит полтора десятка заводов по производству цемента и бетона, склады и прочие производства и вспомогательные предприятия.
Цементные заводы:
- Баркер
- Катамарка
- Сан-Хуан
- Сапала
- Рамальо
- Сьеррас-Байяс
- Олаваррия
- LomaSer
- L’ Amalí

### Продукция
Марки выпускаемого цемента:
- Портландцемент CPC40
- Портландцемент CPC30
- Портландцемент Сан-Мартин
- Портландцемент CPN40
- Портландцемент CPN30
- Портландцемент CPN50 (ARI)
- Портландцемент CPN40 (ARS)
- Пуццолановый цемент CPP40 (ARS, RRAA)
- Пуццолановый цемент CPP30 (ARS, BCH, RRAA)